# Pedro María Zabalza
Pedro María Zabalza Inda (Pamplona, 13 aprile 1944) è un allenatore di calcio ed ex calciatore spagnolo.

## Giocatore

### Club
Cresciuto nell'Oberena, passa all'Osasuna, con cui milita per tre stagioni. Nell'estate 1967 viene acquistato dal Barcellona, con cui debutta in Primera División spagnola. Con gli azulgrana disputa sei stagioni, collezionando 149 presenze nel massimo campionato e vincendo due Coppe del Generalìsimo.
Viene quindi acquistato dall'Athletic Bilbao, con cui resta per due campionati, terminando infine la carriera nell'Osasuna nel 1977.

### Nazionale
Conta sei presenze con la Nazionale di calcio della Spagna. L'esordio risale all'amichevole Francia-Spagna 1-3 del 17 ottobre 1968.

### Allenatore
Intraprende la carriera di allenatore dall'Osasuna, con cui rimane per otto stagioni. Nel 1994 passa al Rayo Vallecano, esperienza che dura solo poche giornate a causa di un esonero. L'anno successivo ritorna, per una stagione, sulla panchina dell'Osasuna.

## Palmarès

### Club

#### Competizioni nazionali
- Coppa di Spagna: 2

Barcellona: 1968, 1971